# La Gloria (södra Singuilucan kommun)
La Gloria är en ort i Mexiko.   Den ligger i kommunen Singuilucan och delstaten Hidalgo, i den sydöstra delen av landet, 90 km nordost om huvudstaden Mexico City. La Gloria ligger 2 804 meter över havet och antalet invånare är 227.
Terrängen runt La Gloria är kuperad söderut, men norrut är den platt. Runt La Gloria är det ganska tätbefolkat, med 166 invånare per kvadratkilometer. Närmaste större samhälle är Ciudad Sahagun, 18,8 km söder om La Gloria. I omgivningarna runt La Gloria växer i huvudsak blandskog.